# Гельмут Карасек
Гельмут Карасек (4 січня 1934 — 29 вересня 2015) — німецький журналіст, літературний критик, прозаїк, автор багатьох книг про літературу та кіно. Він був одним із найвідоміших фейлетоністів Німеччини.

## Біографія
Карасек народився в столиці Моравії, місті Брно, яка тоді була частиною Чехословаччини (нинішня Чехія). Карасек навчався в Національному політичному інституті освіти в Лобені. У 1944 році, коли йому було десять років, його родина втекла з Бєліца (сьогодні Бєльсько в Польщі) у сусідній німецькій області Сілезія до Бернбурга в землі Саксонія-Ангальт. Після закінчення школи на початку 1950-х років він переїхав звідти — тоді це була частина Східної Німеччини — до Західної Німеччини і став студентом Тюбінгенського університету, де вивчав історію, німецьку та англійську мови та літературу.
Після закінчення навчання Карасек почав працювати журналістом, а в 1968 році став театральним критиком тижневика Die Zeit. З 1974 по 1996 рік він писав для журналу Der Spiegel, де працював головним редактором фейлетону. Після звільнення з редакції Карасек написав роман під назвою Das Magazin, у якому критикував порядки в Der Spiegel. У наступні роки він також працював для таких газет, як Die Welt, Bild, Berliner Morgenpost і Der Tagesspiegel . Він також написав понад 20 книг про власне життя або про літературу та кіно, включаючи монографії про Макса Фріша, Бертольта Брехта та його близького друга Біллі Вайлдера . Інші проекти включали три п'єси під псевдонімом Деніел Доплер і переклад "Жінки в озері " Реймонда Чандлера. У 1999 році був членом журі 49-го Берлінського міжнародного кінофестивалю .
Карасек був відомий як один із постійних учасників телевізійного літературного оглядового шоу Літературний квартет, разом із літературним критиком Марселем Райх-Раніцкі, між 1988 і 2001 роками Він також часто з'являвся в інших німецьких телешоу, наприклад, у вікторинах, таких як Die 5-Millionen-SKL-Show .

## Нагороди
- 1973/74: Премія Теодора Вольфа[15]
- 1991: Bavarian TV Awards[16]
- 1994: Командорський хрест ордена «За заслуги перед Федеративною Республікою Німеччина» .[11]

## Твори
- Карл Штернгайм (1965)
- Макс Фріш (1966)
- Deutschland, deine Dichter (1970)

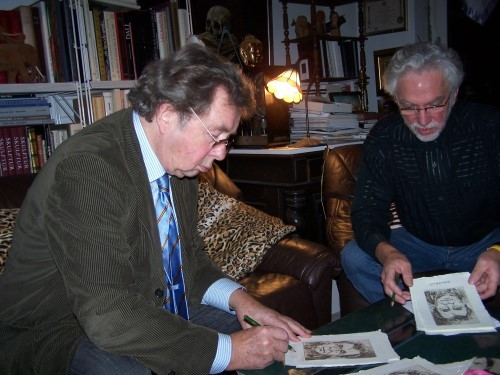
Карасек (ліворуч) і Єнс Руш у 2006 році

- Brecht, der üngste Fall eines Klassikers (1978)
- Біллі Вайлдер (1992)
- Mein Kino (персональний список 100 найкращих фільмів усіх часів) (1994)
- На захід! (про 1950-ті) (1996)
- Hand in Handy (про захоплення мобільними телефонами) (1997)
- Das Magazin (роман, 1998)
- Бетруг (роман, 2001)
- Karambolagen. Begegnungen mit Zeitgenossen (2002)
- Auf der Flucht (мемуари, 2004)